# Rivière Clifton
Pour les articles homonymes, voir Clifton.
La rivière Clifton est un tributaire de la rivière Eaton, laquelle se déverse dans la rivière Saint-François qui a son tour se déverse sur la rive sud du Fleuve Saint-Laurent.
La rivière Clifton coule dans les municipalités de Saint-Malo, de Saint-Isidore-de-Clifton et de Newport, dans la municipalité régionale de comté (MRC) Le Haut-Saint-François, dans la région administrative de l'Estrie, au Québec, au Canada.

## Géographie
Les bassins versants voisins de la rivière Clifton sont :
- côté nord : rivière Eaton ;
- côté est : rivière Eaton ;
- côté sud : ruisseau Thompson ;
- côté ouest : ruisseau Lajoie, ruisseau des Bobines, rivière aux Saumons.

La rivière Clifton prend sa source dans une petite vallée entre deux montagnes (celle du nord-est atteint 611 m ; celle du sud atteint 581 m), près du chemin Auckland, dans le Cinquième Rang du canton d'Auckland, à l'est du village de Saint-Malo, en Estrie.
À partir de sa source dans la municipalité de Saint-Malo, cette rivière descend sur 14,3 km vers le nord, selon les segments suivants :
- 5,0 km vers le nord-ouest jusqu'à la limite de la municipalité de Saint-Isidore-de-Clifton ;
- 3,9 km vers le nord-ouest, en passant à l'ouest du village de Saint-Malo, jusqu'à la limite de la municipalité de canton de Saint-Isidore-de-Clifton ;
- 1,8 km vers le nord-ouest, jusqu'à la limite de la municipalité de Newport ;
- 3,6 km vers le nord, jusqu'à son embouchure[2].

La rivière Clifton se déverse sur la rive sud de la rivière Eaton du côté est du village de Sawyerville, à 0,6 km en amont du pont de la route 210, à 2,1 km en aval du pont du hameau Randboro, à environ 25 km à l'est de Sherbrooke.

## Toponymie
Le toponyme rivière Clifton a été officialisé le 5 décembre 1968 à la Commission de toponymie du Québec.